# Straßenbahnstrecke Bytomska–Elewator Ewa
Koordinaten: 53° 25′ 19,7″ N, 14° 34′ 36,6″ O
| Bytomska–Elewator Ewa | Bytomska–Elewator Ewa |
| --------------------- | --------------------- |
|                       |                       |
| Spurweite:            | 1435 mm (Normalspur)  |
| Stromsystem:          | 400 V =               |
|                       |                       |

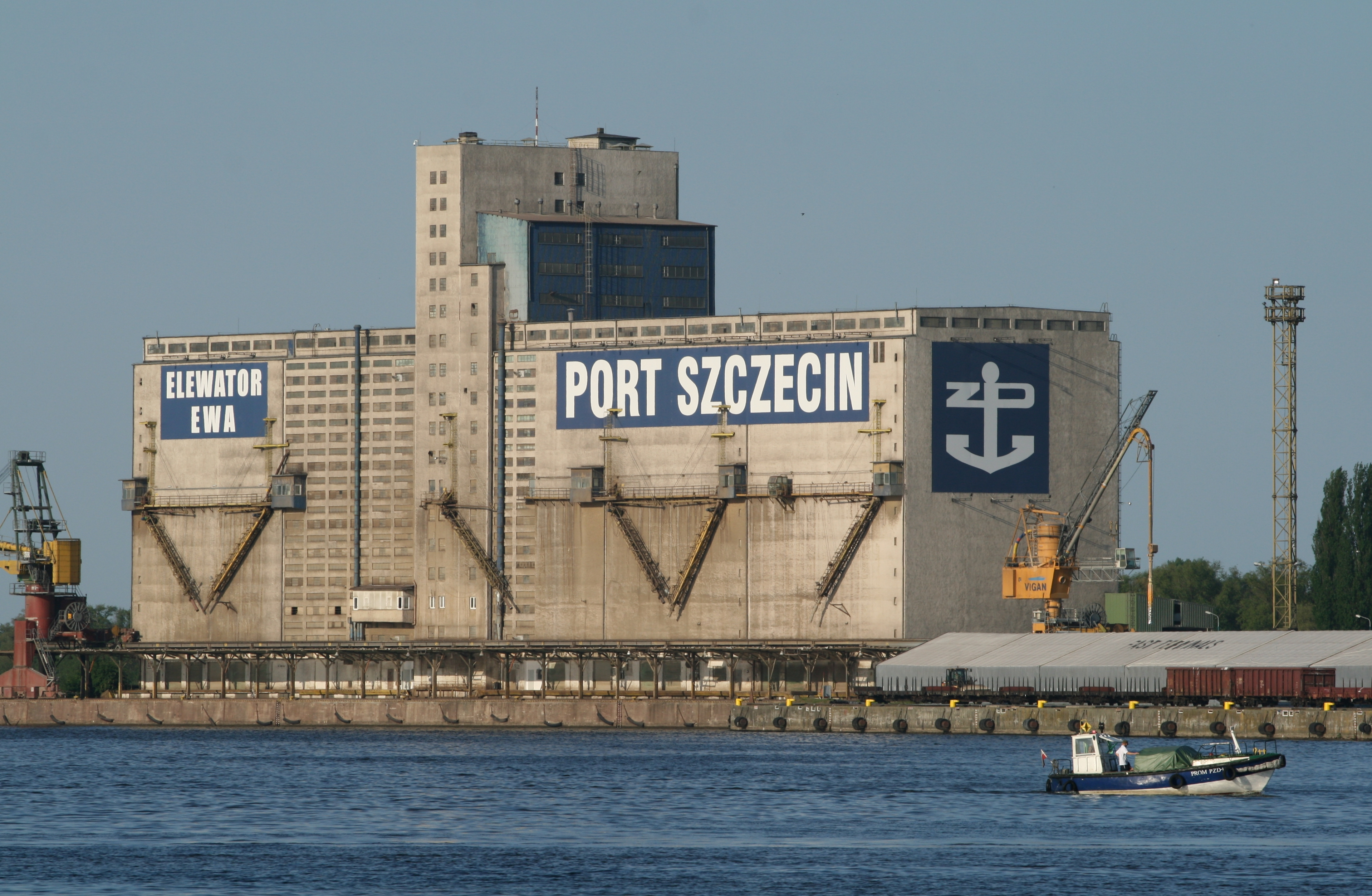
Getreidespeicher „Ewa“, ehemalige Endhaltestelle der Straßenbahn

Die Straßenbahnstrecke Bytomska–Elewator Ewa war eine Straßenbahnstrecke, die von 1955 bis zur Jahreswende 1963/1964 im Bereich des Stettiner Freihafens auf der Insel Łasztownia (deutsch Lastadie), in der heutigen Stadtsiedlung Międzyodrze-Wyspa Pucka (Vorbruch), im Betrieb war. Die Infrastruktur der Strecke war völlig unabhängig von der Straßenbahn Stettin, wurde von der Hafenbehörde betrieben und diente ausschließlich dem nicht-öffentlichen Dienstpersonenverkehr.

## Geschichte
Da die Mitarbeiter von der Bytomska-Straße im Süden des Hafens zum „Elewator Ewa“ (Getreidespeicher) im Norden befördert werden mussten, beschloss die Hafenbehörde von Stettin, eine Straßenbahnlinie zu eröffnen. Zu diesem Zweck wurde die Entscheidung getroffen, die bestehende Eisenbahninfrastruktur zu nutzen. Die Hafenbehörde wählte eines der nicht elektrifizierten Gleise aus und pachtete es von seinem Betreiber, der Polskie Koleje Państwowe. In Vorbereitung auf die Eröffnung der Straßenbahn wurden alle Weichen auf der Strecke zurückgebaut und drei Herbrand-Wagen gebraucht von der Miejskie Przedsiębiorstwo Komunikacyjne in Stettin gekauft. Man errichtete jedoch keine Oberleitung, sondern installierte in jedem Wagen einen Akkumulator mit einer Gleichspannung von 400 Volt. Die Batterien wurden alle vier bis sechs Stunden an der Endhaltestelle in der Nähe des Getreidespeichers „Ewa“ aufgeladen. Im Jahr 1961 wurden die Herbrand-Wagen wegen der Schwierigkeiten, die sich aus dem Versagen der Batterien und der Notwendigkeit des häufigen Aufladens ergaben, ausgemustert und durch einen Wagen des „Typs L“ ersetzt, der ebenfalls von Miejskie Przedsiębiorstwo Komunikacyjne geliefert wurde. Er wurde von einem auf einem Anhänger mitgeführten Generator gespeist, der von einem 60 kW starken Verbrennungsmotor angetrieben wurde. 1963/1964 wurde die Straßenbahnlinie aufgrund von Problemen mit dem Bremssystem des Wagens eingestellt.
Heute verkehren anstelle der Straßenbahn auf einer ähnlichen Strecke die Omnibusse der Linie 76.

## Streckenverlauf
| Linie | Strecke                                                          | Frequenz [min]                                                             | Haltestellen |
| ----- | ---------------------------------------------------------------- | -------------------------------------------------------------------------- | ------------ |
| –     | Bytomska ↔ Elewator Ewa Magazyn nr 44 – Nabrzeże Czechosłowackie | 10 oder 20 min (in Hauptverkehrszeit) 60 min (außer der Hauptverkehrszeit) | 2            |

## Wagenpark
| Typ      | Einsatzjahre   | Beschreibung                                                                                            | Anzahl |
| -------- | -------------- | --- | ------ |
| Herbrand | 1955–1961      | Gebrauchte Wagen von MPK Szczecin, ausgestattet mit Akkumulator.                                        | 3      |
| L        | 1961–1963/1964 | Dieser Wagen wurde von MPK Szczecin als gebraucht erhalten; ausgestattet mit Dieselmotor und Generator. | 1      |